# Plastické mazivo
Plastické mazivo (někdy též nazývané mazací tuk nebo lidově vazelína) je obecné označení používané pro maziva polotuhé konzistence, s vyšší počáteční viskozitou, než mají oleje. Jedná se o emulzi minerálního nebo rostlinného oleje a zahušťující látky, mýdla. V rozporu s lidovým pojmenováním tedy nejde o původní vazelínu ani nemusí obsahovat tuky.

## Vlastnosti
Z chemického hlediska se typicky jedná o minerální nebo rostlinný olej emulgovaný s vápenatými, sodnými nebo lithnými mýdly. Termín „mýdlo“ se používá v chemickém smyslu, kdy se míní kovové soli mastných kyselin. Plastická maziva mají podobu "smykem řídnoucích" čili pseudoplastických tekutin, což znamená, že při zatížení ve smyku jejich viskozita klesá. Při aplikaci dostatečné smykové síly viskozita klesne natolik, že dosáhne úrovně svého základového maziva, například minerálního oleje. Tento náhlý pokles viskozity při smykové síle znamená, že lze plastické mazivo považovat za plastickou tekutinu, pokles této smykové síly v čase ho činí tixotropní. Plastické mazivo se často aplikuje pomocí mazací pistole, kdy se mazivo tlačí do určeného prostoru strojních součástí.
Jako nejčastější emulgační činidla se používají mýdla a použitý typ závisí na podmínkách, pro které je mazivo určeno. Různá mýdla poskytují různou odolnost proti teplotě (jak ve vztahu k viskozitě, tak k těkavosti) a proti vodě a chemickou reaktivitu. Lze použít i práškové látky, například jíl, který se používal pro nejstarší plastická maziva a stále se využívá pro některá levná maziva k nenáročnému použití.
Množství maziva ve vzorku lze laboratorně zjistit extrakcí pomocí rozpouštědla s následnou např. gravimetrickou determinací.